# Miguel Corte-Real
Miguel Corte-Real (ur. ok. 1450, zm. 1502) – portugalski żeglarz i odkrywca. Jeden z niewielu podróżników z tego kraju, który podjął próbę odnalezienia Przejścia Północno-Zachodniego.

## Życiorys
Miguel był synem João Vaz Corte-Reala, półlegendarnego żeglarza, który, jak sądzą niektórzy, był pierwszym Europejczykiem, który dotarł do wybrzeży amerykańskich na całe dwadzieścia lat wcześniej przed Krzysztofem Kolumbem i Johnem Cabotem. Był także starszym bratem znanego portugalskiego odkrywcy Gaspara Corte-Reala.
W 1501 Miguel wyruszył wraz ze swym bratem w podróż do wybrzeży amerykańskich. Dopłynęli wtedy do Labradoru i Nowej Fundlandii. Podczas gdy Gaspar wyruszył w dalszą podróż na południe, z której już nie powrócił, Miguel innym statkiem powrócił do Portugalii. Wobec tajemniczego zaginięcia brata, Miguel zorganizował następnie ekspedycję ratunkową 3 statków, która wyruszyła w maju 1502 z Lizbony. Jednakże, po rozdzieleniu się statków u brzegów Nowej Fundlandii, także statek Miguela zaginął w niewyjaśnionych okolicznościach.
Istnieje przypuszczenie, że rozbił się na wybrzeżach Nowej Anglii i uratowany przez Wampanoagów został ich sachemem.